# Platycleis
Genre
Platycleis est un genre de sauterelles de la famille des Tettigoniidae, sous-famille des Tettigoniinae, tribu des Platycleidini. Ces sauterelles font partie de celles appelées en français Decticelles.

## Distribution
Les espèces de ce genre se rencontrent en Europe, en Afrique du Nord et en Asie. 

## Taxonomie
Le genre a été créé par Franz Xaver Fieber en 1853, dans son ouvrage Synopsis des europäischer Orthoptera, pour y classer plusieurs espèces d'orthoptères, soit nouvelles, comme Platycleis affinis, soit déjà décrites dans ldâutres genres, tels Locusta ou Decticus avec une très large définition initiale. Le nom du genre vient de platy- (du grec ancien), large, et cleis, sternum. 
Ce genre n'est pas stabilisé, il a été redéfini plusieurs fois et sa définition est peut-être encore provisoire. Il comprenait plusieurs sous-genres, qui, dans les dernières études, ont été élevés au rang de genre,: 
- Alticolana (Asie centrale).
- Eumetrioptera (Asie centrale).
- Incertana (ou Decorana, Afrique du Nord, Europe du Sud, Asie).
- Montana (Europe et Asie, y compris sibérienne).
- Parnassiana (Sud des Balkans).
- Platycleis au sens strict (Afrique du N, Europe, Asie).
- Semenoviana (Asie centrale), Sepiana (Europe et Turquie).
- Sporadiana (Sud des Balkans, Grèce et Turquie).
- Squamiana (Zeuner, 1941; de la Turquie à l'Iran).
- Tessellana (Zeuner, 1941; Afrique du Nord, Europe, Asie).

## Description
Dans le genre Platycleis au sens strict, les espèces sont d'une taille de 16 à 33 mm selon les espèces et le sexe, d'une coloration toujours gris-brun (par opposition aux Decticus ou Glampsocleis), des élytres longs, dépassant toujours l'abdomen, et permettant de longs vols, avec une carène médiane sur la partie arrière du pronotum, un oviscapte assez long, pas très fortement recourbé vers le haut. Les tarses postérieurs portent deux plantules libres qui permettent un meilleur appui. Les espèces se distinguent principalement par la forme de l'oviscapte des femelles et le dessous de l'abdomen (forme des plaques sous-génitales),, par le chant et par leur comportement.   

## Espèces dePlatycleisprésentes en France, en Suisse et en Belgique
Les espèces du genre Platycleis au sens strict rencontrées en France, en Suisse et en Belgique sont les suivantes :  
- Platycleis affinis (zones atlantique et méditerranéenne françaises, Corse)
- Platycleis albopunctata (toute la France, Belgique, Suisse (sud des Alpes: sous espèce grisea, peut-être élevée au rang d'espèce); en Corse: sous-espèce monticola)
- Platycleis falx (région méditerranéenne)
- Platycleis intermedia (région méditerranéenne, Corse)
- Platycleis sabulosa (région méditerranéenne)

## Liste des sous-genres et des espèces
Selon Orthoptera Species File (29 mars 2010) :
- Platycleis (Alticolana) Zeuner, 1941
  - Platycleis alticola (Tarbinsky, 1930)
  - Platycleis atroflava (Bei-Bienko, 1951)
  - Platycleis crassipes (Bei-Bienko, 1951)
- Platycleis (Decorana) Zeuner, 1941
  - Platycleis arabica Popov, 1981
  - Platycleis buxtoni (Uvarov, 1923)
  - Platycleis capitata Uvarov, 1917
  - Platycleis concinna (Walker, 1869)
  - Platycleis decorata Fieber, 1853
  - Platycleis drepanensis Massa, Fontana & Buzzetti, 2006
  - Platycleis himalayana (Ramme, 1933)
  - Platycleis kabila (Finot, 1893)
  - Platycleis seniae Finot, 1893
  - Platycleis tripolitana Fontana & Massa, 2009
- Platycleis (Eumetrioptera) Miram, 1935
  - Platycleis beybienkoi Bezukin, 1978
  - Platycleis crassa (Mishchenko, 1949)
  - Platycleis mistshenkoi Bekuzin, 1961
  - Platycleis monochroma (Bei-Bienko, 1947)
  - Platycleis obuchovae (Mishchenko, 1949)
  - Platycleis pavlovskyi (Miram, 1935)
- Platycleis (Modestana) Beier, 1955
  - Platycleis ebneri (Ramme, 1926)
  - Platycleis kraussi Padewieth, 1900
  - Platycleis modesta (Fieber, 1853)
- Platycleis (Parnassiana) Zeuner, 1941
  - Platycleis chelmos Zeuner, 1941
  - Platycleis coracis (Ramme, 1921)
  - Platycleis dirphys Willemse, 1980
  - Platycleis fusca Brunner von Wattenwyl, 1882
  - Platycleis gionica (La Greca & Messina, 1976)
  - Platycleis menalon (Willemse, 1975)
  - Platycleis nigromarginata Willemse & Willemse, 1987
  - Platycleis panaetolikon (Willemse, 1980)
  - Platycleis parnassica (Ramme, 1926)
  - Platycleis parnon (Willemse, 1980)
  - Platycleis tenuis Heller, 1988
  - Platycleis tymphiensis Willemse, 1973
  - Platycleis tymphrestos (Zeuner, 1941)
  - Platycleis vicheti (Delmas & Rambier, 1950)
- Platycleis (Platycleis) Fieber, 1853
  - Platycleis affinis Fieber, 1853[8]
  - Platycleis albopunctata (Goeze, 1778)
  - Platycleis alexandra (Uvarov, 1927)
  - Platycleis burri Uvarov, 1921
  - Platycleis concii Galvagni, 1959
  - Platycleis curvicauda Podgornaya, 1988
  - Platycleis deminuta Fruhstorfer, 1921
  - Platycleis elytris Uvarov, 1910
  - Platycleis escalerai Bolívar, 1899
  - Platycleis falx (Fabricius, 1775)
  - Platycleis fatima Uvarov, 1912
  - Platycleis iberica Zeuner, 1941, endémique de la région de Madrid, en danger critique d'extinction[9]
  - Platycleis iljinskii Uvarov, 1917
  - Platycleis intermedia (Serville, 1838)
  - Platycleis irinae Sergeev & Pokivajlov, 1992
  - Platycleis kabulica Bei-Bienko, 1967
  - Platycleis kashmira (Uvarov, 1930)
  - Platycleis kibris (Ünal, 2012), endémique de Chypre, en danger critique d'extinction[10]
  - Platycleis latitabunda Stolyarov, 1968
  - Platycleis longicauda Tarbinsky, 1930
  - Platycleis longis Uvarov, 1910
  - Platycleis meridiana Stolyarov, 1969
  - Platycleis pamirica (Zeuner, 1930)
  - Platycleis pathana Zeuner, 1941
  - Platycleis ragusai Ramme, 1927
  - Platycleis romana Ramme, 1927
  - Platycleis sabulosa Azam, 1901
  - Platycleis sogdiana Mishchenko, 1954
  - Platycleis trivittata Bei-Bienko, 1951
  - Platycleis turanica Zeuner, 1930
  - Platycleis umbilicata Costa, 1885
  - Platycleis waltheri Harz, 1966
  - †Platycleis speciosa Heer, 1865
- Platycleis (Semenoviana) Zeuner, 1941
  - Platycleis afghana (Ramme, 1939)
  - Platycleis plotnikovi Uvarov, 1914
  - Platycleis similis (Tarbinsky, 1930)
  - Platycleis tadzhika (Bei-Bienko, 1933)
  - Platycleis tamerlana (Saussure, 1874)
  - Platycleis tricarinata (Tarbinsky, 1930)
- Platycleis (Sepiana) Zeuner, 1941
  - Platycleis sepium (Yersin, 1854) - syn. Sepiana sepium (Yersin, 1854)
- Platycleis (Sporadiana) Zeuner, 1941
  - Platycleis sporadarum Werner, 1933
- Platycleis (Squamiana) Zeuner, 1941
  - Platycleis ankarensis (Karabag, 1950)
  - Platycleis irritans Ramme, 1951
  - Platycleis kurmana (Ramme, 1951)
  - Platycleis melendisensis Çiplak, 2002
  - Platycleis salmani Çiplak, 2002
  - Platycleis sinuata Ramme, 1951
  - Platycleis squamiptera Uvarov, 1912
  - Platycleis weidneri Demirsoy, 1974
- Platycleis (Yalvaciana) Çiplak, Heller & Demirsoy, 2002
  - Platycleis yalvaci (Demirsoy, 1974)